# Park Wiosny Ludów (Gorzów Wielkopolski)

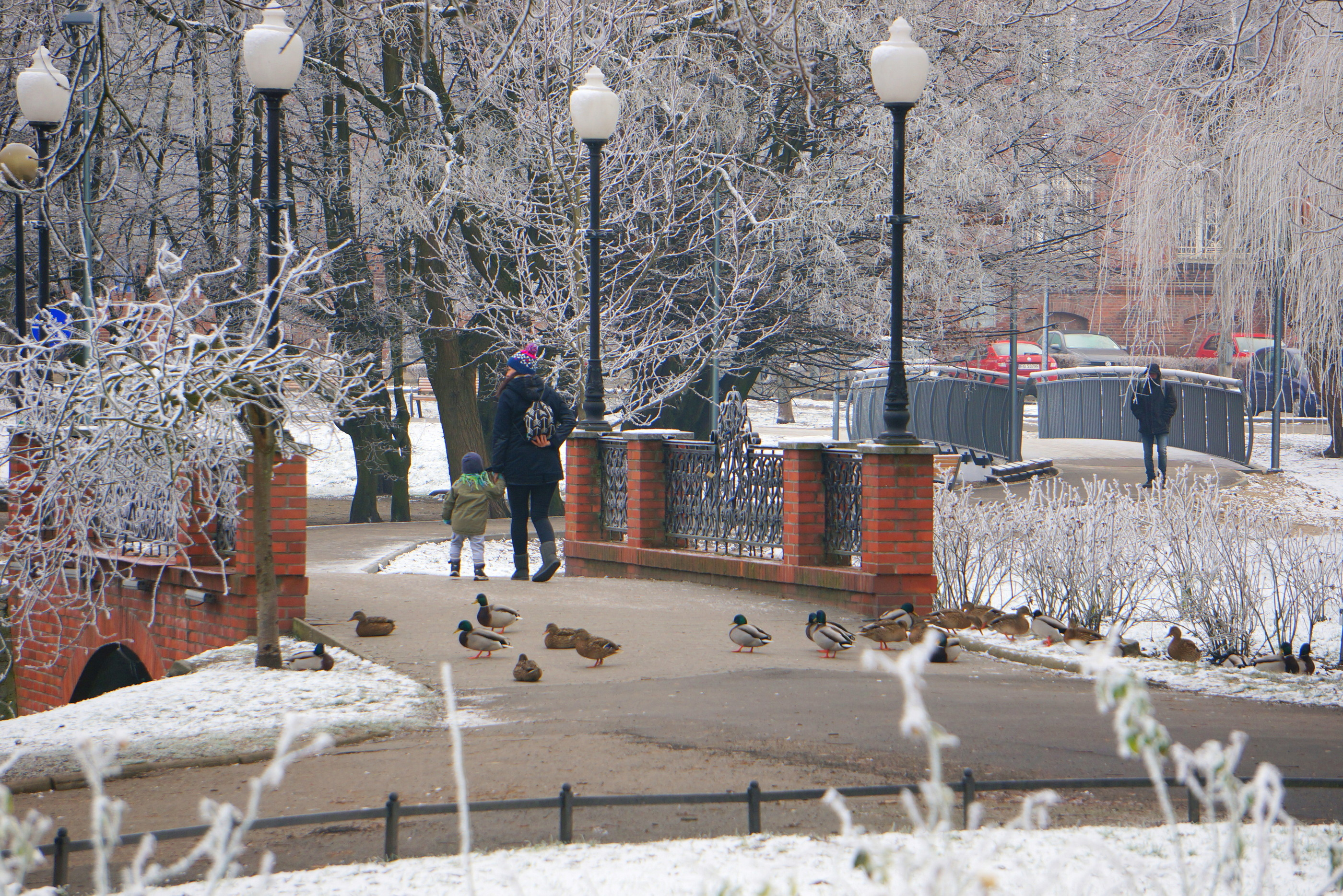
Mostki nad Kłodawką

Park Wiosny Ludów – park o powierzchni 4,7 ha, położony w centrum Gorzowa Wielkopolskiego, pomiędzy ulicami:
- Wybickiego
- Kosynierów Gdyńskich
- Sikorskiego
- Strzelecką
- Łokietka

## Historia
Założony w 1913 r. na podmokłych terenach wokół stawu. W okresie międzywojennym i krótko po wojnie mieściło się tu zoo. W latach 1960–1964 park przeszedł gruntowną modernizację i renowację. Przez gorzowian zwany jest często "parkiem róż", z racji tego, iż niegdyś rosła w nim duża liczba tych kwiatów.

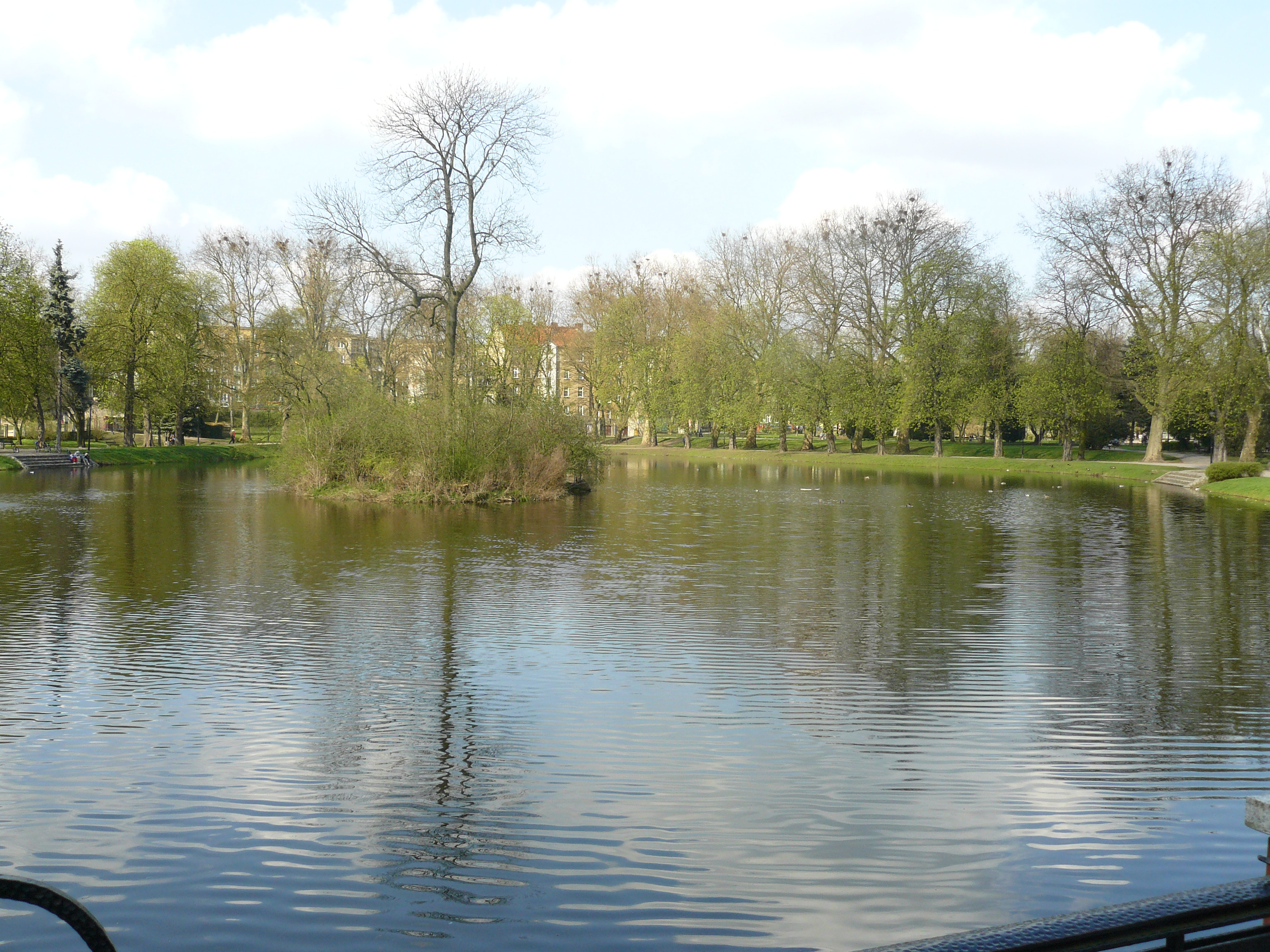
Staw z malowniczą wyspą

## Stan obecny
Obecnie park stanowi enklawę zieleni w centrum miasta. Są tu alejki, ścieżki spacerowe, plac zabaw dla dzieci, teren jest oświetlony wieczorem. Po godzinie 23 park jest zamykany.

## Przyroda
W parku rosną platany klonolistne, cypryśnik błotny oraz topole. Przez teren parku przepływa rzeczka Kłodawka.